# Estación de La Sardana
La Sardana es una estación de las líneas T1, T2 y T3 del Trambaix. Está situada sobre la avenida de Cornellá al lado de la plaza de la Sardana en Esplugas de Llobregat. Esta estación se inauguró el 3 de abril de 2004.
- Datos: Q8779990